# Эстерманс, Фабиан Антоний
Фабиан Антоний Эстерманс (нидерл. Fabiano Antonio Eestermans OFMCap; 24 апреля 1858, Бельгия — 1 февраля 1931, Лахор, Британская Индия) — католический прелат, ординарий епархии Лахора, член монашеского ордена капуцинов.

## Биография
Фабиан Антоний Эстерманс родился 24 апреля 1858 года в Бельгии. Поступил во францисканский монастырь капуцинов.
11 апреля 1905 года Римский папа Пий X назначил Фабиана Антония Эстерманса епископом епархии Лахора.
17 декабря 1925 года ушёл на пенсию и был назначен титулярным епископом Летополя.
Умер 1 февраля 1931 года в Лахоре, Британская Индия.